# Костюшки

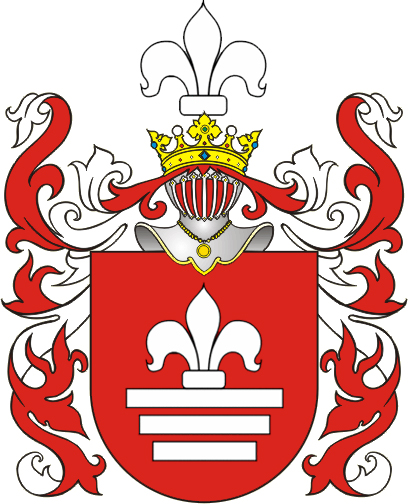
Родовий герб Рох III

Костюшки — руський шляхетській рід герба Рох III на Берестейщині.
Перший відомий представник роду Федір помер до 1509 року. Його син Кость (Костюшко), вихідець
Берестейщині , що служив дяком великокняжої канцелярії в 1509 році отримав від Сигізмунда I Старого маєток Сахновичі (сьогодні Жабинківський район), від назви якого рід тимчасово називався Костюшко — Сахновецькі.
У 1528 році боярин Костянтин — суддя і городничий Каменецький виставив у війська трьох кіннотників. Був одружений з княгинею Ганною Гольшанською. Помер до 1561 року. Його сини Іван і Федір дали початок двом гілкам Костюшко-Сахновецким:
- Івановичів (старша)
- Федоровичів (молодша).

У 1561 році брати поділили Сахновичі.
З часом рід окатоличився та сполонізувався. Один з найвідоміших представників родини — Тадеуш Костюшко.

## Галерея

Портрети представників роду Костюшків
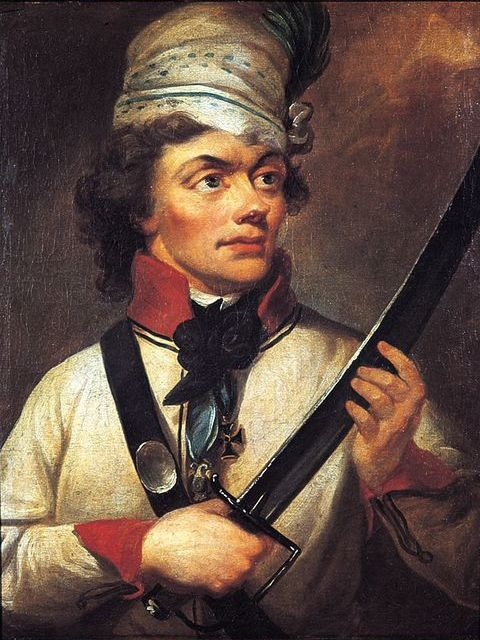
Тадеуш Костюшко
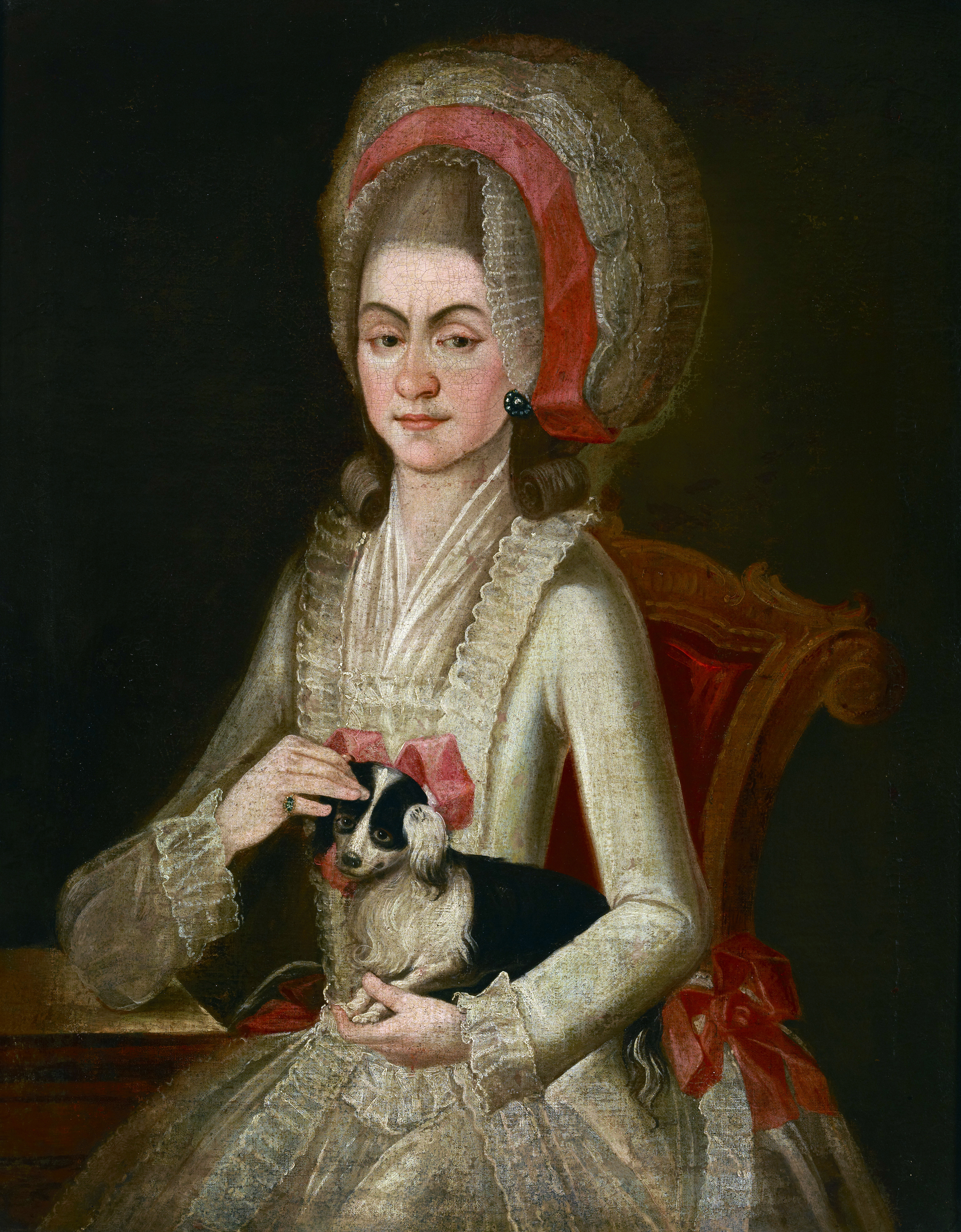
Текля Костюшко (з Ратамських), мати Тадеуша
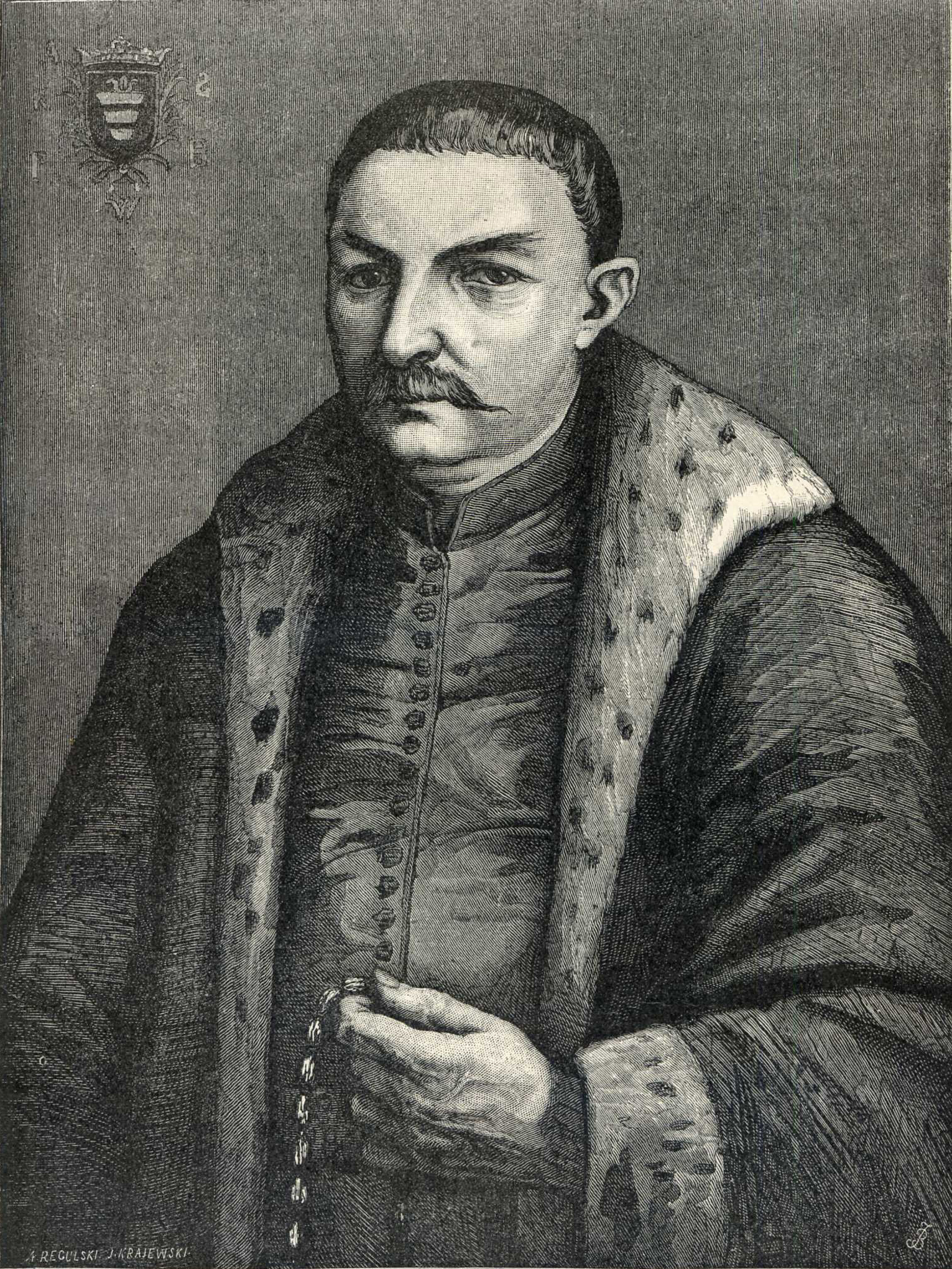
Амброзі Кастюшко, дід Тадеуша
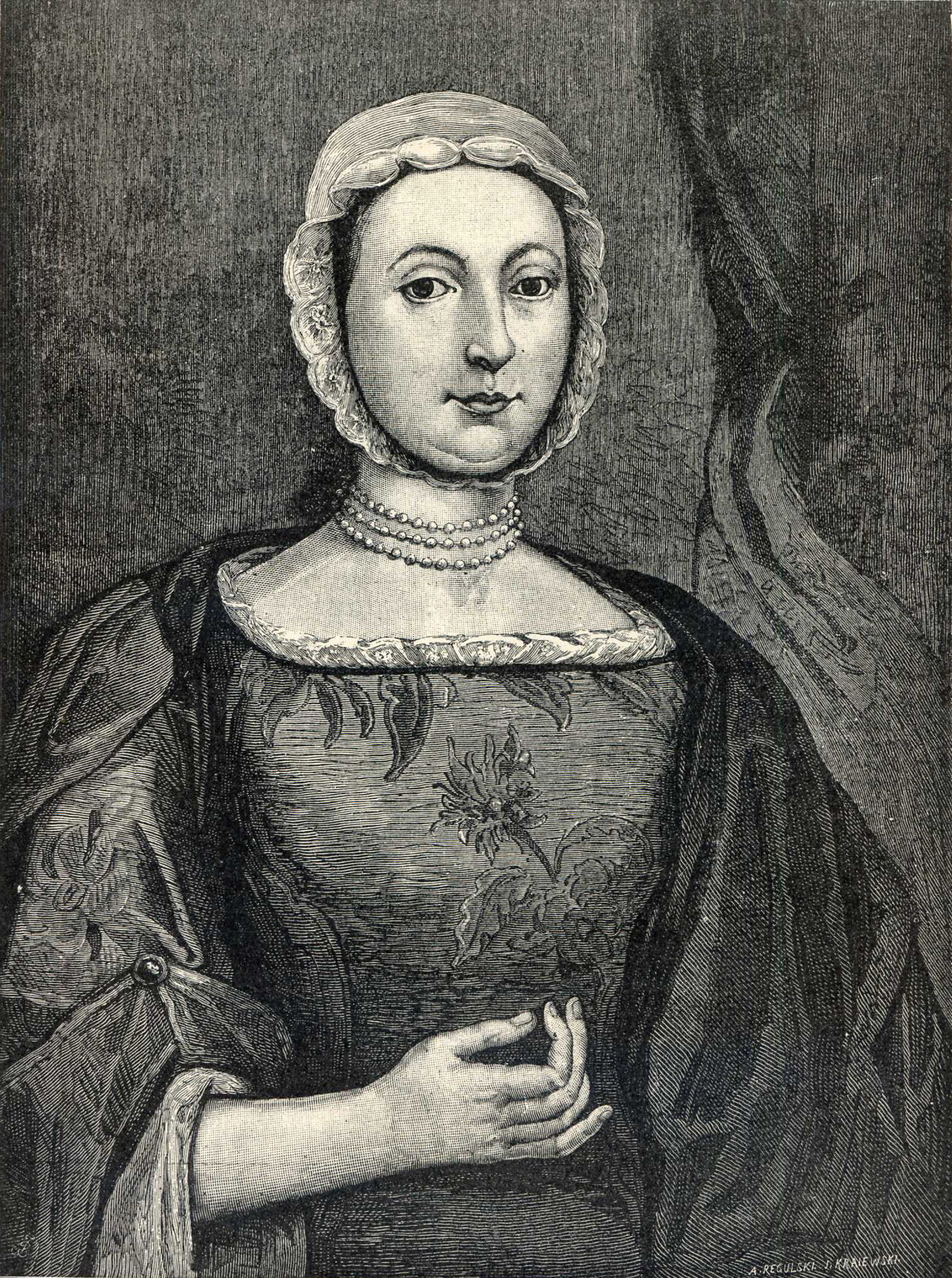
Барбара Костюшко (з Глевських), бабуся Тадеуша